# Ford Mondeo (Chine)
La Ford Mondeo (cinquième génération) est une berline full-size fabriquée par Ford via sa coentreprise chinoise Changan Ford depuis 2022.

## Histoire
La nouvelle Ford Mondeo a été testée pour la première fois en Belgique en juin 2021, puis à nouveau dans le Michigan, aux États-Unis, plus tard en octobre 2021. Cependant, la nouvelle Mondeo sera exclusivement produite et vendue en Chine, car Ford ne se concentre désormais que sur les SUV et la Mustang en Amérique du Nord.
Il s'agit de la berline dérivée du crossover Evos, également exclusif au marché de la Chine, et elle partage la même plate-forme que la luxueuse Lincoln Zephyr de taille moyenne. Ce sera la remplaçante de la Ford Mondeo IV sortante, bien qu'elle ne sera pas du tout vendue en Europe.

## Marchés d'exportation
La Mondeo de cinquième génération est commercialisée dans les pays du Conseil de coopération du Golfe sous le nom de Ford Taurus, remplaçant la Taurus VII (vendue uniquement en Chine) qui a remplacé la Ford Taurus (sixième génération).

## Caractéristiques
La Mondeo de cinquième génération est propulsée par un moteur essence CAF488WQC de Changan Ford turbocompressé de 2,0 litres avec une puissance de 238 ch (177 kW; 241 PS) et un couple de 376 N⋅m, donnant à la voiture une vitesse de pointe de 225 km/h (140 mph). La Mondeo utilise une transmission automatique à huit rapports et est à traction avant,.
Les niveaux de finition sont Fashion, Sport et ST-Line.